# Langues au Nicaragua
La langue officielle du Nicaragua est l'espagnol, localement appelé le « castillan » ; sous sa variante locale, l'espagnol nicaraguayen (localement appelé « nicañol »), c'est la langue maternelle de 87 % des Nicaraguayens.
La langue de l'enseignement dans le système scolaire est l'espagnol.
Le taux d'alphabétisation chez les personnes âgées de 15 ans et plus en 2015 y est estimé par l'UNESCO à 83 %, dont 82 % chez les hommes et 83 % chez les femmes.

## Sur Internet
|  | 61 |

|  | 36 |

|  | 84 |

|  | 14 |

|  | 87 |

|  | 14 |

|  | 95 |

|  | 5 |

| # | Langue                     |
| - | -------------------------- |
| 1 | Espagnol d’Amérique latine |
| 2 | Anglais                    |